# Дуб-велетень (Вінниця)
Дуб-ве́летень — ботанічна пам'ятка природи місцевого значення в Україні. Об'єкт природно-заповідного фонду Вінницької області. 
Розташована в межах міста Вінниця, на вулиці Хмельницьке шосе, 6 (у дворі дому). 
Площа 0,01 га. Статус надано 1984 року. Перебуває у віданні ЖЕУ № 2 Управління міського господарства. 
Статус надано з метою збереження одного екземпляра могутнього дуба, віком бл. 300 років. 